# Günther XLI. (Schwarzburg-Arnstadt)

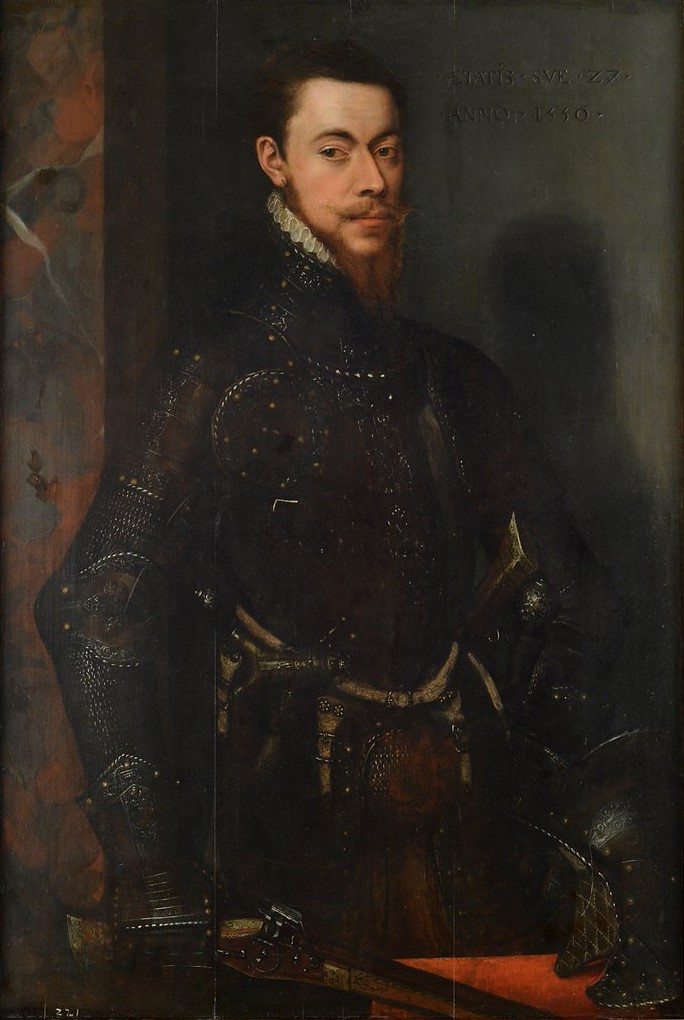
Graf Günther XLI. von Schwarzburg-Arnstadt

Günther XLI. von Schwarzburg-Arnstadt, genannt „der Streitbare“ (Bellicosus), (* 25. September 1529 in Sondershausen; † 23. Mai 1583 in Antwerpen) war von 1552 bis 1571 regierender Graf der Grafschaft Schwarzburg und seit 1571 Graf von Schwarzburg-Arnstadt.

## Leben
Graf Günther XLI. war der älteste Sohn des Grafen Günther XL. von Schwarzburg (1499–1552), welcher „der Reiche“ oder „der mit dem fetten Maule“ genannt wurde, und der Gräfin Elisabeth (* 1507 in Büdingen; † 14. Mai 1572 in Sondershausen), eine Tochter des Grafen Philipp von Isenburg-Büdingen zu Ronneburg.
Günther XL. vereinigte alle schwarzburgischen Besitzungen mit Ausnahme der Herrschaft Leutenberg. Nach seinem Tod am 10. November 1552 regierten die vier überlebenden Söhne zuerst gemeinsam, die noch unmündigen wurden von der Mutter unterstützt, doch 1571 entschlossen sie sich zur Teilung ihrer Grafschaft.
Günther XLI. besuchte 1547 die Universität Erfurt. Bereits 1549 ging er an den Hof des Grafen Wilhelm von Nassau nach Dillenburg und Ende 1550 an den Hof Karls V. nach Wien, wo seine militärische Laufbahn als Truchseß begann. Im Jahr 1553 zog er mit dem kaiserlichen Heer nach Metz, um diese Stadt (letztlich ohne Erfolg) zurückzuerobern. Nach dem Scheitern dieses Feldzuges begleitete der Graf 1554 den späteren spanischen König Philipp II. zu dessen zukünftigen Gemahlin Maria I. nach London. 1555 hielt sich Günther XLI. in Brüssel auf, bekam dort von Karl V. 10.000 Gulden geschenkt und besuchte danach sein Stammland. Wenig später diente er wieder als Obrist in den deutschen Garden und kämpfte im Jahr 1557 siegreich bei Saint-Quentin. Um die Jahreswende 1559/60 unternahm Graf Günther im Auftrag Wilhelms von Oranien am Dresdner Hof die ersten Schritte zur Werbung um Anna, der Nichte des sächsischen Kurfürsten August. Dem Schwarzburger gelang es, den Kurfürsten für eine Ehe seiner Nichte mit dem Oranier zu gewinnen. Die konfessionellen Bedenken des sächsischen Kurfürsten wurden beseitigt und schon im Mai 1560 schrieb August vielsagend an den Landgrafen Philipp von Hessen: „Dan obwol die ware religion in iren landen noch zur zeit offentlich nicht predigen lassen dorfte, so were derselben hertzlich geneigt. Es sollte auch dem freulein ir gewissen in religionssachen frei gelassen, ir auch ein evangelischer predicant und der rechte gebrauch der sacrament in iren zimmer unverhindert gestatte werden.“
Am 17. November 1560 vermählte sich Günther XLI. von Schwarzburg aus politischen Gründen mit einer Schwester Wilhelms von Oranien, Katharina von Nassau-Dillenburg (1543–1624). Das Paar lebte danach einige Zeit in Arnstadt und investierte die von Karl V. geschenkten 10.000 Gulden in den Ausbau des gräflichen Schlosses Neideck. In den Jahren 1563 bis 1565 diente Graf Günther, gemeinsam mit seinen Brüdern Johann Günther I. und Albrecht VII. dem dänischen König Friedrich II. im Dreikronenkrieg gegen Schweden.
Anfang 1566 weilte Günther XLI. erneut in den Niederlanden. Wilhelm von Oranien richtete am 12. März 1566 auf dem Schloss des Grafen von Hoogstraten eine Abschiedsfeier für seinen in das Reich zurückkehrenden Schwager aus. Aber die Feier war nur ein Vorwand. Zu dem Festbankett erschienen neben Oranien und dem Gastgeber die Grafen Egmont, Hoorn, Bergen, Meghen und Montigny, die dort ihr Handeln gegen die Generalstatthalterin Margarethe von Parma absprachen.
Wenige Wochen später kämpfte der Schwarzburger im Dienst des Kaisers Maximilian II. gegen die Türken in Ungarn. Günther, der sich auf diesem Feldzug den Beinamen „der Streitbare“ erwarb, wurde von Maximilian nicht geachtet. Der Graf stritt häufig mit dem Kaiser und gehorchte nicht dessen Befehlen und Anweisungen. So protestierte Günther energisch gegen die beabsichtigte Belagerung von Gran. „So kann Graf Günther nichts als stolzieren, verhindert mehr, als er Gutes macht. Unter anderen hat Graf Günther die 1500 Pferde in der Musterung, aber sooft man sie gebraucht hat oder gezogen ist, hab’ ich nie mehr als 1000 gesehen. Ich will mich wohl dreimal bedenken, ehe ich diesen Obristen wieder gebrauche“, schrieb Maximilian verärgert nach Wien.
Trotzdem ließ der Kaiser den Schwarzburger Grafen nicht fallen, er ernannte ihn zum Reichshofrat und betraute ihn mit diplomatischen Aufgaben. 1567 wirkte Günther XLI. im Auftrag des Kaisers im Dienst des sächsischen Kurfürsten August. Er beteiligte sich an der Belagerung von Gotha (Grumbachsche Händel) und überführte danach den entmachteten Herzog Johann Friedrich II. den Mittleren von Sachsen-Gotha-Eisenach nach Wien. Von 1568 bis 1573 beriet Graf Günther den spanischen Generalstatthalter Herzog von Alba in den Niederlanden. Die Jahre danach verbrachte Günther in seinen Stammland. Im Jahr 1582 entsandte Kaiser Rudolf II. den Schwarzburger erneut in die südlichen Niederlande. Dort diente Günther dem Generalstatthalter Erzherzog Matthias als Geheimer Rat.

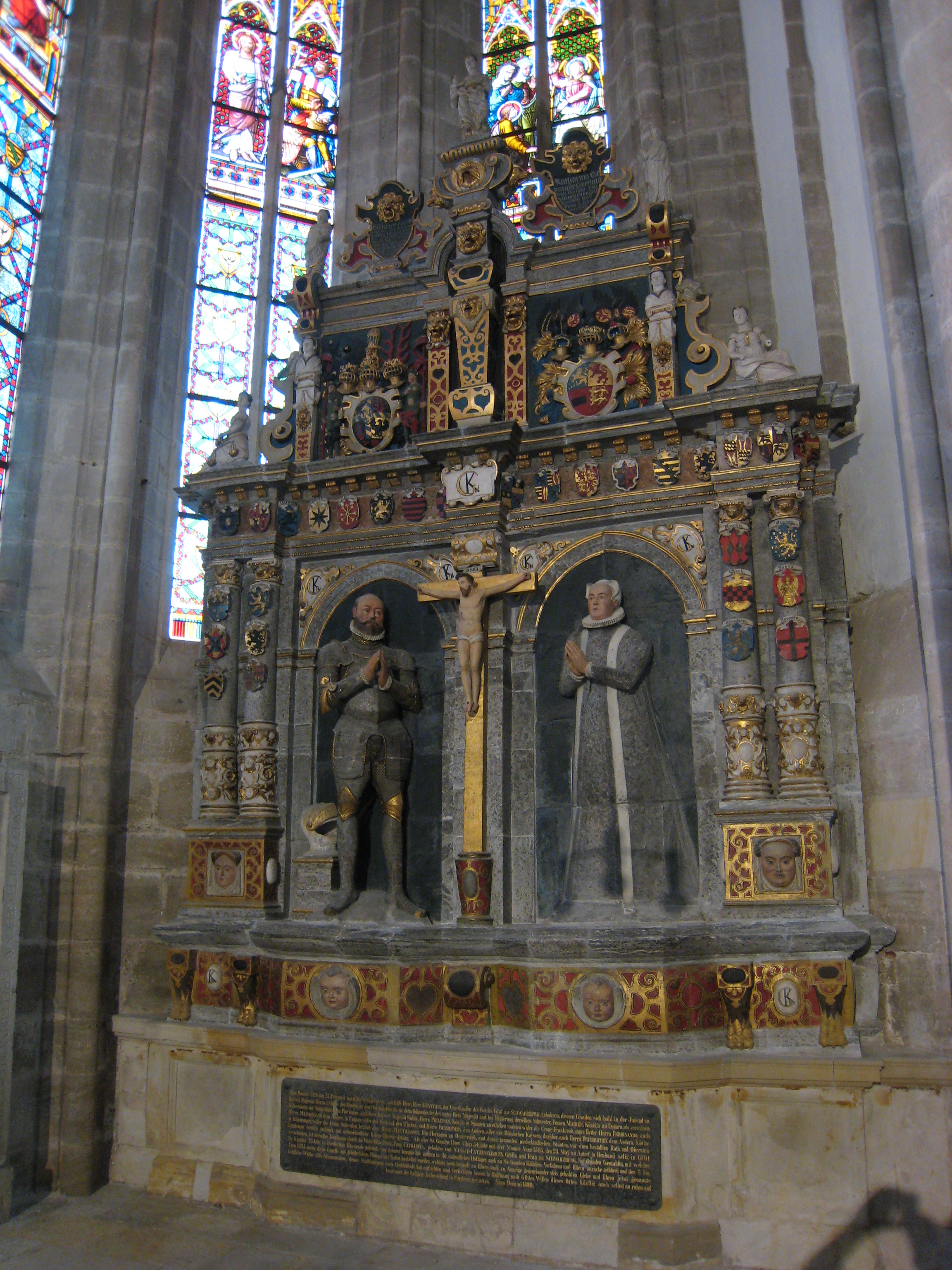
Epitaph für Graf Günther XLI. von Schwarzburg und seine Frau Katharina von Nassau-Dillenburg in der Liebfrauenkirche (Arnstadt)

Am 23. Mai 1583 verstarb Günther XLI., genannt der Streitbare, in Antwerpen. Sein Leichnam wurde von Antwerpen nach Delft transportiert, dann von Delft aus per Schiff nach Emden gebracht und danach von Emden nach Sondershausen überführt. Dort wurde Günther XLI. bestattet. 1585 wurde die Leiche nach Arnstadt überführt, wo sie am 7. November in der Grabkapelle der Liebfrauenkirche dem Wunsch des Verstorbenen entsprechend beigesetzt wurde. Ein acht Meter hohes Epitaph an der Ostwand aus dem Jahr 1590 zeigt Graf Günther XLI. als Standfigur neben seiner Gemahlin.
Die Ehe zwischen Günther und seiner Frau Katharina blieb kinderlos. Nach Günthers Tod kam es unter seinen jüngeren Brüdern zur sogenannten Ilmischen Hauptlandesteilung.
Johann Günther I. (1532–1586) erhielt Gebiete um Arnstadt und Sondershausen und ist der Stifter der Linie Schwarzburg-Sondershausen. Albrecht VII. (1537–1605) bekam den Besitz um Rudolstadt und begründete die Linie Schwarzburg-Rudolstadt. Ein weiterer Bruder, Wilhelm (1534–1597), dessen zwei Ehen kinderlos blieben, erhielt Frankenhausen. Dessen Erbe Frankenhausen mit Heringen und Kelbra kam 1598 an Rudolstadt.